# Euloxia fugitivaria
Euloxia fugitivaria là một loài bướm đêm trong họ Geometridae.